# ويليام جاي يومانز
ويليام جاي يومانز (بالإنجليزية: William Jay Youmans)‏ هو صحفي وكيميائي أمريكي، ولد في 14 أكتوبر 1838 في ميلتون في الولايات المتحدة، وتوفي في 10 أبريل 1901.